# Боронский
Боронский — посёлок в Суетском районе Алтайском крае, административный центр Боронского сельсовета.
Население — 220 чел. (2013).

## Физико-географическая характеристика
Посёлок расположен в Кулундинской степи, являющейся частью Западно-Сибирской равнины, на высоте 146 метров над уровнем моря. Рельеф местности — равнинный, посёлок окружён полями, в окрестностях имеются редкие осиново-берёзовые колки. Почвы — чернозёмы южные. Почвообразующие породы — глины и суглинки.
По автомобильным дорогам расстояние до районного центра села Верх-Суетка составляет 26 км, до краевого центра города Барнаула — 280 км.
Климат
Климат умеренный континентальный (согласно классификации климатов Кёппена-Гейгера — тип Dfb). Среднегодовая температура положительная и составляет +1,8° С, средняя температура самого холодного месяца января − 17,2° C, самого жаркого месяца июля + 20,3° С. Количество выпадающих осадков невелико: расчётная многолетняя норма осадков — 333 мм. В течение года количество осадков распределено неравномерно: наибольшее количество осадков выпадает летом (норма июля — 56 мм), наименьшее в конце зимы — начале весны (в феврале и марте — по 14 мм)

## История
Основан немецкими переселенцами из поволжской колонии Беккердорф. Посёлок имел три названия Беккердорф (нем. Beckerdorf), Боронск и Дубровинский. Первые два по поволжским колониям Баронск (Екатериненштадт) и Беккерсдорф. До 1917 года посёлок относился к Добровольской волости Барнаульского уезда Томской губернии. Население посёлка было смешанным: проживали как лютеране, так и баптисты. Посёлок относился к лютеранскому приходу Томск-Барнаул. В 1927 году открыта начальная школа. В 1936 году — семилетняя школа, в 1993 году — средняя школа (с 2009 году — неполная средняя)

## Население
| 1926 | 1997 | 1998 | 1999 | 2000 | 2001 | 2002 | 2003 | 2004 |
| ---- | ---- | ---- | ---- | ---- | ---- | ---- | ---- | ---- |
| 343  | ↗480 | ↗581 | ↘552 | ↘546 | ↗550 | ↘485 | ↗526 | ↘479 |
| 2005 | 2006 | 2007 | 2008 | 2009 | 2010 | 2011 | 2012 | 2013 |
| ↘426 | ↘393 | ↘374 | ↘332 | ↘326 | ↘243 | ↗244 | ↘234 | ↘220 |